# Bathypterois viridensis
Bathypterois viridensis es una especie de pez del género Bathypterois, familia Ipnopidae. Fue descrita científicamente por Roule en 1916.
Se distribuye por el Atlántico Oriental: Cabo Verde y frente a Liberia y en el Atlántico Occidental. La longitud estándar (SL) es de 22 centímetros. Habita en taludes continentales. Puede alcanzar los 1477 metros de profundidad.
Está clasificada como una especie marina inofensiva para el ser humano.